# Materialflussrechner
Ein Materialflussrechner (engl.: material flow controller, MFC) ist eine Software zum Steuern der Daten- und Informationsflüsse in automatischen Anlagen und Hochregallagern. Gelegentlich wird er auch als Datenkonzentrator (DKZ) bezeichnet. 
Unterschiedliche Maschinen und Komponenten von automatischen Anlagenteilen wie Fördertechnik, Verschiebewagen und Regalbediengeräte können durch eine Materialflussrechner-Software gesteuert werden. Eine Visualisierung gibt dem Bediener einen Überblick über den aktuellen Materialfluss in der Anlage und bietet die Grundlage für die Störungsdiagnose und Störungsbehebung. Moderne, eigenständige Materialflussrechner bieten ergänzend umfangreiche Diagnosefunktionen und unterstützen den Bediener bei der Störungsbeseitigung.

## Steuerung
Der Materialflussrechner (MFR) ist eine Software, die in Automatiklagern und komplexen Produktionsanlagen die zentrale Steuerung übernimmt. Er ermöglicht also die Kommunikation zwischen den angebundenen Komponenten. Bei einem Automatiklager sind dies unter anderem 
- Regalbediengeräte, die die Waren in die Regale einlagern und bei Bedarf wieder entnehmen
- Fördertechnik, die Paletten oder Behälter mit Ware durch das Lager transportiert
- Verschiebewagen, die ebenfalls Paletten mit Ware durch das Lager transportieren
- Liftsysteme, die Fördertechnik auf mehreren Ebenen miteinander verbindet
- Sorter, die die Waren nach bestimmten Vorgaben sortieren
- Waagen, für die Gewichtskontrolle von Paketen, Tüten und Behältern
- Etikettierer, mit denen eine automatische Etikettierung von Paketen oder Tüten erfolgt
- Maschinen wie Verdeckler oder Entstapler für Behälter, Prüfsysteme für Paletten und Produktionsmaschinen
- ein übergeordnetes Warenwirtschaftssystem (Software), an das die Veränderungen im Lagerbestand zurückgemeldet werden müssen

Erschwerte Bedingungen herrschen, wenn die einzelnen Komponenten von unterschiedlichen Herstellern stammen oder teilweise ältere Hardware mit moderner Lager- und Fördertechnik im selben Lager zum Einsatz kommen soll. In diesem Fall ist ein Materialflussrechner mit konfigurierbaren Schnittstellen notwendig, um das automatische Lager trotzdem zentral steuern zu können.

### Abgrenzung zum Datenkonzentrator (DKZ/DAKO)
Im Alltag werden die Begriffe Materialflussrechner und Datenkonzentrator häufig synonym verwendet. Ein Datenkonzentrator im ursprünglichen Sinne bezeichnet allerdings streng genommen eine Variante des Materialflussrechners, wie sie bis ca. 1998 von vielen Lagertechnikherstellern für die Realisierung ihrer Anlagen verwendet wurde.
Auf der Steuerungsebene oberhalb der verschiedenen Regalbediengeräte-Steuerungen wurde die Datenkonzentrator-Software installiert und stellte für das vorgelagerte Lagerverwaltungssystem eine Schnittstelle für die gesamte Anlage bereit. Das Lagerverwaltungssystem konnte normale Transporte an den Datenkonzentrator senden und dieser steuerte die einzelnen Anlagenkomponenten entsprechend. Oft wurden diese Systeme innerhalb einer speicherprogrammierbaren Steuerung (SPS) wie Simatic S5, Simatic S7, Siemens oder auch MMC 216 abgebildet und diese dann als Kopfsteuerung der Anlage bezeichnet.
Der Datenkonzentrator ist je nach Hersteller der Anlage auf unterschiedliche Weise mit den einzelnen Anlagenkomponenten verbunden. Eine hierarchische Topologie liegt vor, wenn die Systeme untereinander ausschließlich über Datenschnittstellen kommunizieren. Oft wurden jedoch umfangreiche digitale Verbindungen zu den einzelnen Komponenten installiert, die eine Modernisierung dieser Systeme relativ aufwendig machen. Fördertechniksteuerung und Datenkonzentrator bilden eine Einheit und sind nicht durch definierte Schnittstellen voneinander getrennt. 
Heute steuert ein DKZ meist nur einen Komponententyp, also nur Regalbediengeräte oder nur Fördertechnik. Der DKZ ist mit anderen Worten eine Art fest programmierte Kommunikationszentrale mit geringen Steuerungsmöglichkeiten. Darüber hinaus wird der DKZ von einigen Herstellern wie eine Art Blackbox eingesetzt. Für den Anwender hat dies den Nachteil, dass er zum Beispiel bei Störungen oder geplanten Lagererweiterungen nicht selbst auf die Software zugreifen kann. Er ist dafür auf den Hersteller angewiesen.

## Steuerungskonzepte
Ein Materialflussrechner (MFR) empfängt Transportaufträge von einem übergeordneten System. Hierzu zählen bspw. Warenwirtschaftssysteme, Lagerverwaltungssysteme und Produktionsplanungssysteme. Die Transportaufträge definieren, dass ein bestimmtes Lademittel von einer Quelle zu einem Ziel transportiert werden soll. Dabei gibt es im Automatiklager grundsätzlich vier verschiedene Arten von Transportaufträgen: 
- Auslagerung: Die Quelle ist ein Lagerfach und das Ziel ein Platz der Fördertechnik
- Einlagerung: Die Quelle ist ein Platz der Fördertechnik und das Ziel ist ein Lagerfach
- Transport: Quelle und Ziel sind Plätze in der Fördertechnik
- Umlagerung: Quelle und Ziel sind Lagerfächer

Der MFR unterteilt diese Transportaufträge in für die einzelnen Anlagenkomponenten verständliche Teilaufträge. Er sorgt so dafür, dass die richtigen Anlagenkomponenten zur richtigen Zeit angesprochen werden und das angeforderte Lademittel schnell und störungsfrei an sein Ziel gelangt.
Um dies zu erreichen, arbeiten MFR im Wesentlichen mit drei unterschiedlichen Steuerungskonzepten: 
- Steuerung der Fördertechnik über Transportaufträge von einer definierten Quelle zu einem definierten Ziel
- Steuerung der Fördertechnik von Meldepunkt zu Meldepunkt
- platzweise Steuerung der Fördertechnik mit Buchung der Lademitteldaten im MFR

Je nach Materialflussrechner stehen ein oder mehrere dieser Konzepte zur Auswahl. Bei einer Modernisierung von Automatiklagern wird das Konzept in vielen Fällen zwingend durch die vorhandene Programmierung der Fördertechniksteuerungen vorgegeben. Lediglich Materialflussrechner der neusten Generation können in der Regel alle drei Konzepte wahlweise anwenden. Dies macht den Betreiber der Anlage bzw. des Lagers auch für spätere Erweiterungen und Änderungen flexibel. Er ist nicht zwingend auf die Komponenten seines bisherigen Herstellers angewiesen, sondern kann die Komponenten wählen, die seine Anforderungen am besten erfüllen.

## Weitere Funktionen
Moderne Materialflussrechner bieten über die Steuerung der Lager- und Fördertechnik hinaus in der Regel weitere Funktionen. Hierzu zählen unter anderem:
- Strategien und Wegberechnung für optimalen Materialfluss, Verhindern von Stau und Umfahren von gestörten Bereichen
- Unterstützung bei der Störungsdiagnose und -behebung
- Visualisierung des gesamten Materialflusses
- Messung von Leistungsdaten zum Optimieren des Materialflusses
- Protokollierung von Störungsdaten
- Notfallstrategien